# بخش هوارد (ناکس کانتی، اوهایو)
بخش هوارد (به انگلیسی: Howard Township) یک منطقهٔ مسکونی در ایالات متحده آمریکا است که در شهرستان ناکس، اوهایو واقع شده‌است.
 بخش هوارد ۶۰٫۷ کیلومتر مربع مساحت و ۵٬۶۱۷ نفر جمعیت دارد و ۳۳۰ متر بالاتر از سطح دریا واقع شده‌است.